# Campeonato Mundial de Patinação Artística no Gelo de 1938
O Campeonato Mundial de Patinação Artística no Gelo de 1938 foi a trigésima sexta edição do Campeonato Mundial de Patinação Artística no Gelo, um evento anual de patinação artística no gelo organizado pela União Internacional de Patinação (em inglês:  International Skating Union) onde os patinadores artísticos competem pelo título de campeão mundial. Nesta edição as competições individual masculina e de duplas foram disputadas entre os dias 18 de fevereiro e 19 de fevereiro, na cidade de Berlim, Alemanha; e a competição individual feminina foi disputada entre os dias 4 de fevereiro e 5 de fevereiro, na cidade de Estocolmo, Suécia.

## Eventos
- Individual masculino
- Individual feminino
- Duplas

## Medalhistas
| Evento                        | Ouro                                 | Prata                                | Bronze                               |
| Individual masculino detalhes | Felix Kaspar · Áustria               | Graham Sharp · Reino Unido           | Herbert Alward · Áustria             |
| Individual feminino detalhes  | Megan Taylor · Reino Unido           | Cecilia Colledge · Reino Unido       | Hedy Stenuf · Estados Unidos         |
| Duplas detalhes               | Maxi Herber · Ernst Baier · Alemanha | Ilse Pausin · Erich Pausin · Áustria | Inge Koch · Günther Noack · Alemanha |

## Resultados

### Individual masculino
| Pos.              | Nome                 | Nacionalidade | Pontos |
| ----------------- | -------------------- | ------------- | ------ |
| Medalha de ouro   | Felix Kaspar         | Áustria       | 9      |
| Medalha de prata  | Graham Sharp         | Reino Unido   | 12     |
| Medalha de bronze | Herbert Alward       | Áustria       | 32     |
| 4                 | Horst Faber          | Alemanha      | 33     |
| 5                 | Freddie Tomlins      | Reino Unido   | 35     |
| 6                 | Elemér Terták        | Hungria       | 25     |
| 7                 | Edi Rada             | Áustria       | 47     |
| 8                 | Günther Lorenz       | Alemanha      | 47     |
| 9                 | Robert van Zeebroeck | Bélgica       | 65     |
| 10                | Per Cock-Clausen     | Dinamarca     | 68     |

### Individual feminino
| Pos.              | Nome                   | Nacionalidade  | Pontos |
| ----------------- | ---------------------- | -------------- | ------ |
| Medalha de ouro   | Megan Taylor           | Reino Unido    | 7      |
| Medalha de prata  | Cecilia Colledge       | Reino Unido    | 8      |
| Medalha de bronze | Hedy Stenuf            | Estados Unidos | 21     |
| 4                 | Gladys Jagger          | Reino Unido    | 22     |
| 5                 | Lydia Veicht           | Alemanha       | 23     |
| 6                 | Hanne Niernberger      | Áustria        | 29     |
| 7                 | Daphne Walker          | Reino Unido    | 30     |
| 8                 | Gerd Helland-Bjørnstad | Noruega        | 43     |
| 9                 | Gunnel Ericson         | Suécia         | 44     |
| 10                | Britta Rahlen          | Suécia         | 50     |
| 11                | Anne-Marie Saether     | Noruega        | 53     |
| WD                | Emmy Putzinger         | Áustria        | —      |

### Duplas
| Pos.              | Nome                                       | Nacionalidade   | Pontos |
| ----------------- | ------------------------------------------ | --------------- | ------ |
| Medalha de ouro   | Maxi Herber / Ernst Baier                  | Alemanha        | 12     |
| Medalha de prata  | Ilse Pausin / Erich Pausin                 | Áustria         | 16     |
| Medalha de bronze | Inge Koch / Günther Noack                  | Alemanha        | 30     |
| 4                 | Violet Cliff / Leslie Cliff                | Reino Unido     | 37     |
| 5                 | Piroska Szekrényessy / Attila Szekrényessy | Hungria         | 44     |
| 6                 | Pierette Dubois / Paul Dubois              | Suíça           | 67     |
| 7                 | Liesel Roth / Bruno Walter                 | Alemanha        | 72.5   |
| 8                 | Gisa Graetz / Otto Weiss                   | Alemanha        | 79     |
| 9                 | Hildegard Faulhaber / Karl Eigel           | Áustria         | 79.5   |
| 10                | Anna Cattaneo / Ercole Cattaneo            | Itália          | 82.5   |
| 11                | Liese Kianek / Adolf Rosdol                | Áustria         | 88     |
| 12                | Stephanie Kalusz / Erwin Kalusz            | Polônia         | 94.5   |
| 13                | A. Wächter / Fritz Lesk                    | Tchecoslováquia | 117    |

## Quadro de medalhas
| Ordem | País           | Medalha de ouro | Medalha de prata | Medalha de bronze |   | Ordem por total |
| ----- | -------------- | --------------- | ---------------- | ----------------- | - | --------------- |
| 1     | Reino Unido    | 1               | 2                |                   | 3 | 1               |
| 2     | Áustria        | 1               | 1                | 1                 | 3 | 1               |
| 3     | Alemanha       | 1               |                  | 1                 | 2 | 3               |
| 4     | Estados Unidos |                 |                  | 1                 | 1 | 4               |
| TOTAL | TOTAL          | 3               | 3                | 3                 | 9 | —               |